# 加藤棕盧
加藤 棕盧（かとう そうろ、1790年（寛政2年） - 1851年9月18日（嘉永4年8月23日））は、江戸時代後期の儒学者。安芸国（現：広島県）出身。名は景纉（かげより）。字は君緒。太郎三、太郎助、株鷹とも称する。別号は肯堂。

## 経歴
1790年（寛政2年）広島藩士加藤定斎の長男として生まれる。父定斎は藩儒であり広島藩校学問所（現：修道中学校・高等学校）の教授を務めた人物であった。棕盧も藩校学問所に入学、頼杏坪らに師事し国学や画を修める。父の跡をついで藩儒となり藩校学問所の教授を務める。頼杏坪らと「芸藩通志」を執筆・編集し、故事の調査や古文書の解釈にあたった。文人画家としても多くの作品を残す。1851年（嘉永4年）8月23日逝去。

## 代表的著作・作品
- 「芸藩通志（全159巻）」（頼杏坪、頼舜壽、黒川方楙らと共編）
- 「芸備孝義伝三編」（金子霜山と共編）[4]
- 「むかしがたり」
- 「藝州嚴島圖會（芸州厳島図会）」（頼杏坪と再訂を行う）

## 遺跡
- 「長渠の碑」- 広島県呉市宮原に所在。洪水防止と治水のために掘削した放水路（宮原の長渠）の完成を記念して建立。加藤棕盧撰文[5]。